# Alongkorn Prathumwong
Alongkorn Prathumwong (tiếng Thái: อลงกรณ์ ประทุมวงศ์, sinh ngày 28 tháng 6 năm 1986), còn được biết với tên đơn giản Jack (tiếng Thái: แจ็ค), là một cầu thủ bóng đá người Thái Lan thi đấu ở vị trí hậu vệ trái.